# Danh sách tiểu bang Hoa Kỳ theo ngày trở thành tiểu bang

Theo thứ tự mà 13 thuộc địa ban đầu thông qua bản hiến pháp, sau đó là các vùng đất khác được phép gia nhập liên bang

Đây là Danh sách tiểu bang Hoa Kỳ theo ngày trở thành tiểu bang, có nghĩa là ngày khi mỗi tiểu bang gia nhập vào Liên bang. Mặc dù 13 tiểu bang đầu tiên có thể được xem như là thành viên của Hoa Kỳ từ lúc Tuyên ngôn Độc lập vào thứ năm ngày 4 tháng 7 năm 1776, chúng được trình bày ở đây như là được gia nhập vào ngày mà mỗi tiểu bang thông qua Hiến pháp Hoa Kỳ hiện thời. Các tiểu bang của Hoa Kỳ được hình thành từ 13 thuộc địa ban đầu của Anh Quốc, sau đó mở rộng qua các quá trình mua bán, sáp nhập và khai phá. Mỗi tiểu bang có lịch sử hình thành và đặc trưng riêng biệt, những danh sách khác tương tự, bao gồm chương trình 50 đồng bạc tiểu bang loại 25 xu, cũng làm như vậy. Những ngày gia nhập cho các tiểu bang sau này được ấn định theo đạo luật cho phép gia nhập hoặc một nghị quyết sau đó được đưa ra dưới đạo luật đó, trừ trường hợp Ohio, ngày gia nhập liên bang được định đoạt bởi đạo luật của Quốc hội năm 1953 (xem ghi chú phía dưới).
Danh sách này không tính việc ly khai của 13 tiểu bang trong Nội chiến Hoa Kỳ mà trong đó 11 tiểu bang đã thành lập Liên hiệp các tiểu bang miền nam Hoa Kỳ, và việc tái lập đại diện của các tiểu bang đó trong Quốc hội (đôi khi được gọi là "tái gia nhập") giữa năm 1866 và 1870. Ngày trên danh sách này cũng không phản ánh việc thông qua Những Điều khoản Liên hiệp (Articles of Confederation) là tài liệu ban đầu gọi tên Hoa Kỳ như vậy và đặt danh xưng "state" hay là tiểu bang cho những phần thể chính trị dưới quốc gia.
| #    | Cờ bang      | Tiểu bang          | Thông qua ‡ hoặc gia nhập | Trước đó là                                                                                           |
| ---- | ------------ | ------------------ | ------------------------- | --- |
| 1    |              | Delaware           | Thứ sáu, 7 tháng 12 1787  | Các quận miền dưới của Delaware, lúc đó là một tiểu quốc có chủ quyền dưới Những Điều khoản Liên hiệp |
| 2    |              | Pennsylvania       | Thứ tư, 12 tháng 12 1787  | Pennsylvania, lúc đó là một tiểu quốc có chủ quyền dưới Những Điều khoản Liên hiệp                    |
| 3    |              | New Jersey         | Thứ ba, 18 tháng 12 1787  | New Jersey, lúc đó là một tiểu quốc có chủ quyền dưới Những Điều khoản Liên hiệp                      |
| 4    |              | Georgia            | Thứ tư, 2 tháng 1 1788    | Georgia, lúc đó là một tiểu quốc có chủ quyền dưới Những Điều khoản Liên hiệp                         |
| 5    |              | Connecticut        | Thứ tư, 9 tháng 1 1788    | Connecticut, lúc đó là một tiểu quốc có chủ quyền dưới Những Điều khoản Liên hiệp                     |
| 6    |              | Massachusetts      | Thứ tư, 6 tháng 2 1788    | Massachusetts, lúc đó là một tiểu quốc có chủ quyền dưới Những Điều khoản Liên hiệp                   |
| 7    |              | Maryland           | Thứ hai, 28 tháng 4 1788  | Maryland, lúc đó là một tiểu quốc có chủ quyền dưới Những Điều khoản Liên hiệp                        |
| 8    |              | Nam Carolina       | Thứ sáu, 23 tháng 5 1788  | Nam carolina, lúc đó là một tiểu quốc có chủ quyền dưới Những Điều khoản Liên hiệp                    |
| 9    |              | New Hampshire      | Thứ bảy, 21 tháng 6 1788  | New Hampshire, lúc đó là một tiểu quốc có chủ quyền dưới Những Điều khoản Liên hiệp                   |
| 10   |              | Virginia           | Thứ tư, 25 tháng 6 1788   | Virginia, lúc đó là một tiểu quốc có chủ quyền dưới Những Điều khoản Liên hiệp                        |
| 11   |              | Tiểu bang New York | Thứ bảy, 26 tháng 7 1788  | New York, lúc đó là một tiểu quốc có chủ quyền dưới Những Điều khoản Liên hiệp                        |
| 12   |              | *Bắc Carolina      | Thứ bảy, 21 tháng 11 1789 | Bắc Carolina, lúc đó là một tiểu quốc có chủ quyền dưới Những Điều khoản Liên hiệp                    |
| 13   |              | *Rhode Island      | Thứ bảy, 29 tháng 5 1790  | Rhode Island và Vùng Providence, lúc đó là một tiểu quốc có chủ quyền dưới Những Điều khoản Liên hiệp |
| 14   |              | Vermont            | Thứ sáu, 4 tháng 3 1791   | New York và New Hampshire Grants (tranh chấp chủ quyền), Cộng hòa Vermont                             |
| 15   |              | Kentucky           | Thứ sáu, 1 tháng 6 1792   | Virginia (Quận Kentucky)                                                                              |
| 16   |              | Tennessee          | Thứ tư, 1 tháng 6 1796    | Bắc Carolina, Lãnh thổ Tây Nam                                                                        |
| 17   |              | Ohio               | Thứ ba, 1 tháng 3 1803*   | Lãnh thổ Tây Bắc                                                                                      |
| 18   |              | Louisiana          | Thứ năm, 30 tháng 4 1812  | Lãnh thổ Orleans                                                                                      |
| 19   |              | Indiana            | Thứ tư, 11 tháng 12 1816  | Lãnh thổ Indiana                                                                                      |
| 20   |              | Mississippi        | Thứ tư, 10 tháng 12 1817  | Lãnh thổ Mississippi                                                                                  |
| 21   |              | Illinois           | Thứ năm, 3 tháng 12 1818  | Lãnh thổ Illinois                                                                                     |
| 22   |              | Alabama            | Thứ ba, 14 tháng 12 1819  | Lãnh thổ Alabama                                                                                      |
| 23   |              | Maine              | Thứ tư, 15 tháng 3 1820   | Massachusetts (Quận Maine)                                                                            |
| 24   | Missouri     | Missouri           | Thứ sáu, 10 tháng 8 1821  | Lãnh thổ Missouri                                                                                     |
| 25   | Arkansas     | Arkansas           | Thứ tư, 15 tháng 6 1836   | Lãnh thổ Arkansas                                                                                     |
| 26   | Michigan     | Michigan           | Thứ năm, 26 tháng 1 1837  | Lãnh thổ Michigan                                                                                     |
| 27   | Florida      | Florida            | Thứ hai, 3 tháng 3 1845   | Lãnh thổ Florida                                                                                      |
| 28   | Texas        | Texas              | Thứ hai, 29 tháng 12 1845 | Cộng hòa Texas                                                                                        |
| 29   | Iowa         | Iowa               | Thứ hai, 28 tháng 12 1846 | Lãnh thổ Iowa                                                                                         |
| 30   | Wisconsin    | Wisconsin          | Thứ hai, 29 tháng 5 1848  | Lãnh thổ Wisconsin                                                                                    |
| 31   | California   | California         | Thứ hai, 9 tháng 9 1850   | Cộng hòa California                                                                                   |
| 32   | Minnesota    | Minnesota          | Thứ ba, 11 tháng 5 1858   | Lãnh thổ Minnesota                                                                                    |
| 33   | Oregon       | Oregon             | Thứ hai, 14 tháng 2 1859  | Lãnh thổ Oregon                                                                                       |
| 34   | Kansas       | Kansas             | Thứ ba, 29 tháng 1 1861   | Lãnh thổ Kansas                                                                                       |
| 35   | Tây Virginia | Tây Virginia       | Thứ bảy, 20 tháng 6 1863  | Virginia (chia tách ra)                                                                               |
| 36   | Nevada       | Nevada             | Thứ hai, 31 tháng 10 1864 | Lãnh thổ Nevada                                                                                       |
| 37   | Nebraska     | Nebraska           | Thứ sáu, 1 tháng 3 1867   | Lãnh thổ Nebraska                                                                                     |
| 38   | Colorado     | Colorado           | Thứ ba, 1 tháng 8 1876    | Lãnh thổ Colorado                                                                                     |
| 39 † | Bắc Dakota   | Bắc Dakota         | Thứ bảy, 2 tháng 11 1889  | Lãnh thổ Dakota                                                                                       |
| 40 † | Nam Dakota   | Nam Dakota         | Thứ bảy, 2 tháng 11 1889  | Lãnh thổ Dakota                                                                                       |
| 41   | Montana      | Montana            | Thứ sáu, 8 tháng 11 1889  | Lãnh thổ Montana                                                                                      |
| 42   | Washington   | Washington         | Thứ hai, 11 tháng 11 1889 | Lãnh thổ Washington                                                                                   |
| 43   | Idaho        | Idaho              | Thứ năm, 3 tháng 7 1890   | Lãnh thổ Idaho                                                                                        |
| 44   | Wyoming      | Wyoming            | Thứ năm, 10 tháng 7 1890  | Lãnh thổ Wyoming                                                                                      |
| 45   | Utah         | Utah               | Thứ bảy, 4 tháng 1 1896   | Lãnh thổ Utah                                                                                         |
| 46   | Oklahoma     | Oklahoma           | Thứ bảy, 16 tháng 11 1907 | Lãnh thổ Oklahoma và Lãnh thổ Indian                                                                  |
| 47   | New Mexico   | New Mexico         | Thứ bảy, 6 tháng 1 1912   | Lãnh thổ New Mexico                                                                                   |
| 48   | Arizona      | Arizona            | Thứ tư, 14 tháng 2 1912   | Lãnh thổ Arizona                                                                                      |
| 49   | Alaska       | Alaska             | Thứ bảy, 3 tháng 1 1959   | Lãnh thổ Alaska                                                                                       |
| 50   | Hawaii       | Hawaii             | Thứ sáu, 21 tháng 8 1959  | Lãnh thổ Hawaii                                                                                       |

## Ghi chú

Tiểu bang Hoa Kỳ theo ngày trở thành tiểu bang
1776-1790
1791-1799
1800-1819
1820-1839
1840-1859
1860-1879
1880-1899
1900-1950
1950-1959